# Guanyin de Son Tra
El Guanyin de Son Tra es una estatua de 70 metros de altura de un Guanyin de pie ubicada en Da Nang, Vietnam. La construcción de la estatua finalizó en 2010. Se apoya sobre una base de 17 metros de altura, lo que eleva la altura total del monumento a 87 metros. En 2019, era la vigésima primera estatua más grande del mundo.